# Astelia papuana
Astelia papuana là một loài thực vật có hoa trong họ Asteliaceae. Loài này được Skottsb. mô tả khoa học đầu tiên năm 1934.